# Bachmat

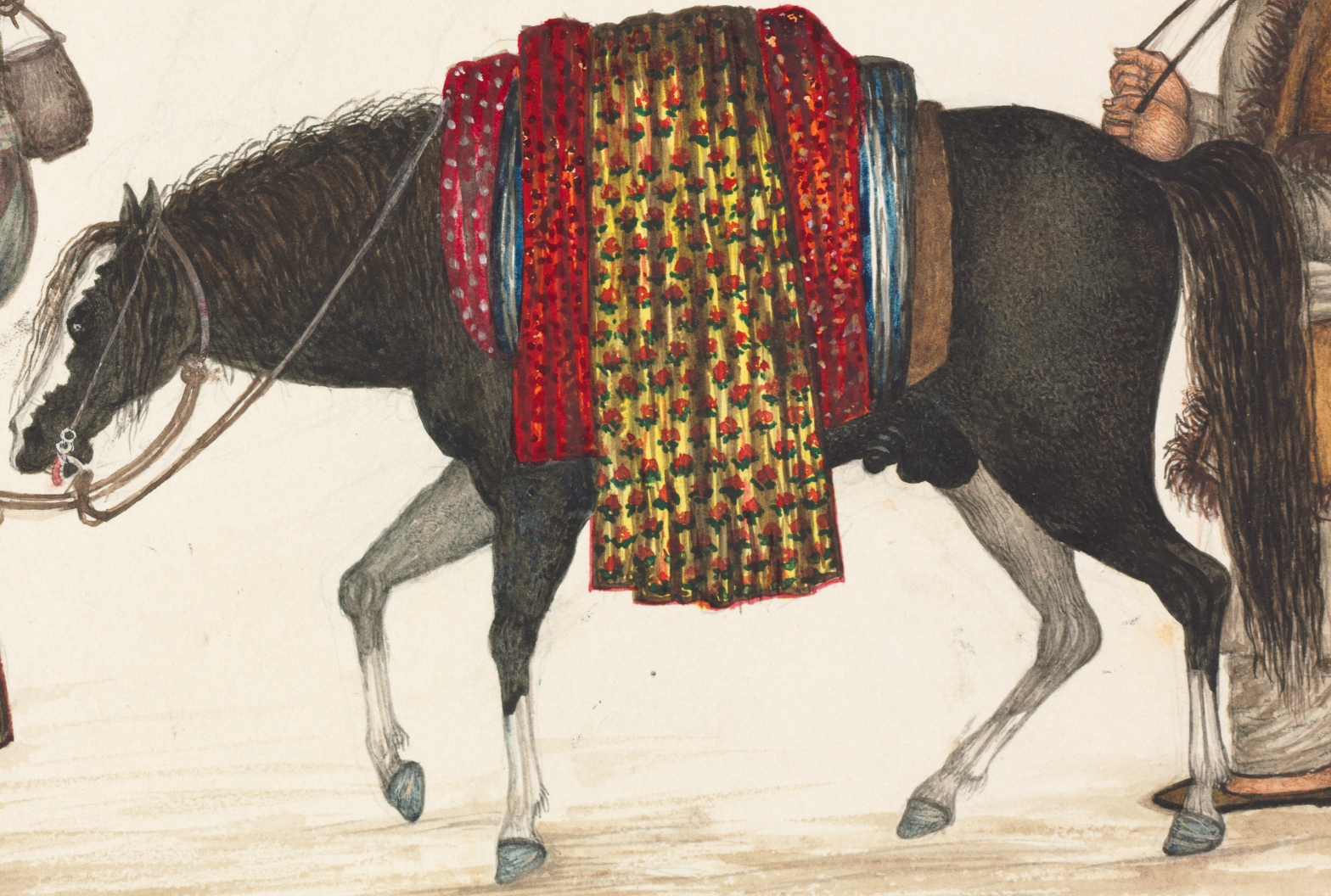
Tatarski bachmat (XIX-wieczna akwarela)

Bachmat (tatar. bachmat) – koń tatarski niewielkich rozmiarów, ale charakteryzujących się dużą siłą fizyczną, szybkością, zwinnością i wytrzymałością na trudy oraz na zmienne warunki klimatyczne.
W mowie potocznej występowało dawniej jako określenie człowieka niewielkiego i krępego, lecz silnego fizycznie.
O bachmatach wspomina m.in. Adam Mickiewicz:
„A młodzież na dziedzińcu biła się w palcaty
Lub ujeżdżała pańskie tureckie bachmaty.” 
(Pan Tadeusz, ks. II "Zamek", w. 220-221)